# Lê Hãn
Lê Hãn (sinh 1929) là một Đại tá Quân đội nhân dân Việt Nam, nguyên Cục trưởng Cục Kỹ thuật Quân khu 7. Ông là con trai trưởng của cố Tổng Bí thư Ban Chấp hành Trung ương Đảng Cộng sản Việt Nam Lê Duẩn.

## Thân thế sự nghiệp
Ông còn có tên là Lê Thạch Hãn, sinh năm 1929 tại thị xã Quảng Trị, tỉnh Quảng Trị.
Năm 1945, ông tham gia giành chính quyền tại Quảng Trị và được chọn làm thư ký cho ông Trần Hữu Dực, Chủ tịch tỉnh Quảng Trị khi mới 16 tuổi. Năm 1946, Lê Hãn gia nhập đoàn quân Nam tiến và được đưa đi học một lớp tình báo của Trung Bộ mở ở Quảng Ngãi.
Năm 1951, ông được cử sang Trung Quốc học pháo binh. Cuối năm 1953, Ông được lệnh về nước để tham gia chiến dịch Đông Xuân. ông được phân công làm Chính trị viên, Bí thư chi bộ Đại đội pháo binh 113.
Năm 1955, ông được cử sang Liên Xô học ở Học viện Không quân Zhukov (nay là Học viện Phòng thủ Không gian Zhukov), nơi đào tạo các kỹ sư chế tạo máy bay. (Trước đó Lê Hồng Phong cũng học ở học viện này).

## Sự nghiệp
Có khá ít các tài liệu về Đại tá Lê Hãn, về sự nghiệp của ông có thể tóm lược qua các bài viết về Cha Ông, Cố TBT Lê Duẩn như sau: Ông được đào tạo chính quy trong quân đội ở Trung Quốc và Liên Xô, ông nói được thành thạo 2 ngôn ngữ này.
Ông đã tham gia các trận đánh lẫy lừng ở Tây Bắc, thượng Lào và chiến dịch Điện Biên Phủ trong vai trò Bí thư chi bộ Đại đội pháo binh 113.

## Gia đình
Mẹ ông Lê Hãn là Bà Lê Thị Sương (25 tháng 12 năm 1910 - 6 tháng 8 năm 2008) kết hôn với Cố Tổng Bí thư Lê Duẩn năm 1929.
Năm 1964, ông Lê Hãn kết hôn với bà Nguyễn Khánh Nam (con gái đầu lòng của ông Nguyễn Khánh Mỹ, Vụ trưởng Vụ khu vực I, phụ trách các nước XHCN, Bộ Ngoại thương lúc bấy giờ). Ông bà sinh được 3 người con, 2 trai một gái.
Con trai đầu của Lê Hãn là Lê Khánh Hải (Ủy viên Trung ương Đảng khóa XIII; Chủ nhiệm Văn phòng Chủ tịch nước), thông gia với Chủ tịch Quốc hội Vương Đình Huệ.

## Ghi Chú
1. ↑  "Kỷ niệm 100 năm ngày sinh đồng chí Lê Duẩn". Bản gốc lưu trữ ngày 13 tháng 4 năm 2012. Truy cập ngày 13 tháng 8 năm 2012.